# Диуретики

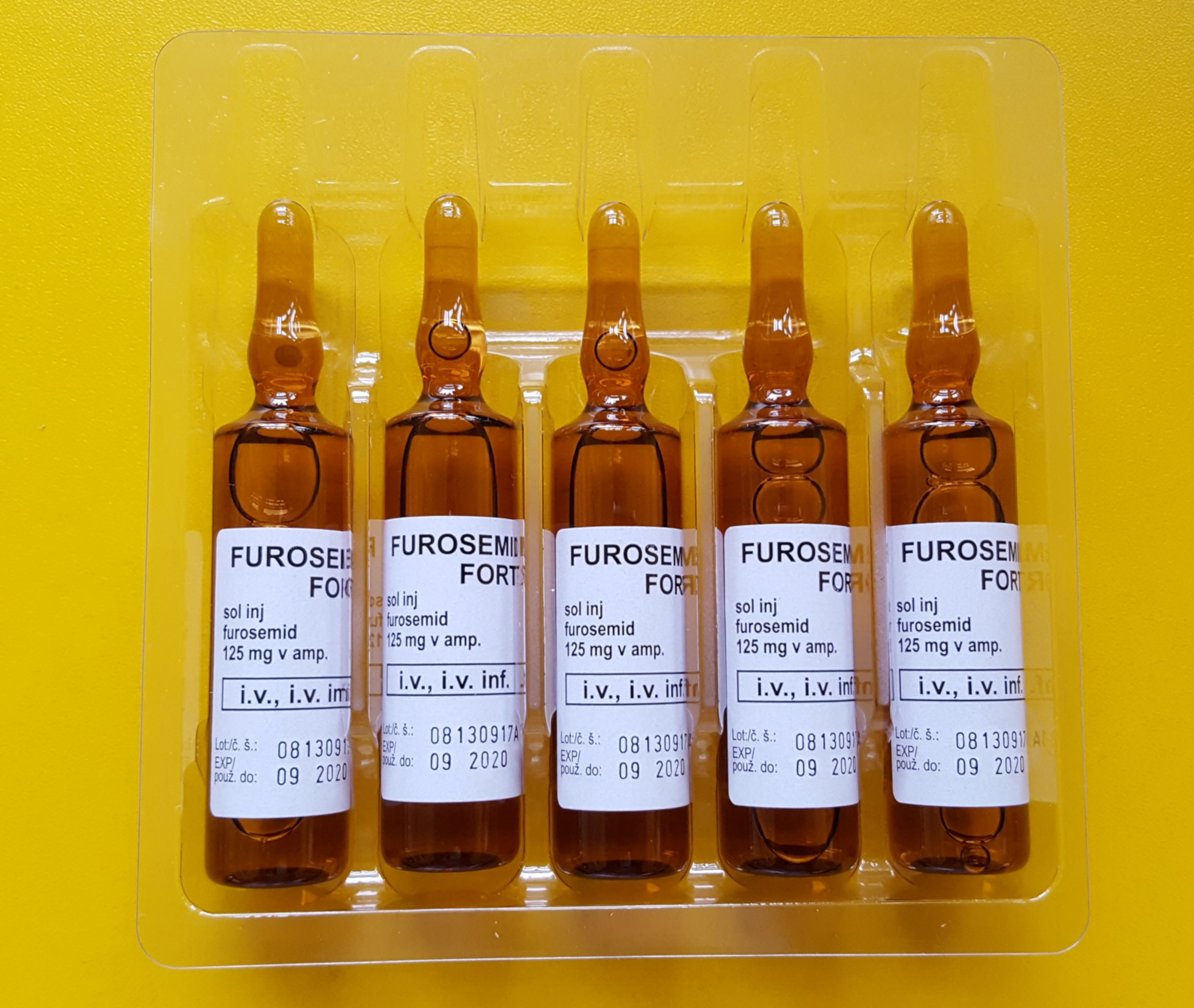
Фуросемид 125 мг в ампулах для внутривенного введения

Диуре́тики (от греч. διούρησις — мочеиспускание), или мочегонные средства, — средства различной химической структуры, тормозящие в канальцах почек реабсорбцию воды и солей и увеличивающие их выведение с мочой; повышающие скорость образования мочи и таким образом уменьшающие содержание жидкости в тканях и серозных полостях. Диуретики, снижающие реабсорбцию натрия, повышающие натрийурез, называют салуретиками.
Применяют мочегонные средства преимущественно при артериальной гипертензии и при заболеваниях сердечно-сосудистой системы, печени и почек, сопровождающихся отёками — но далеко не при всех заболеваниях с отёками, и только по назначению врача. Врач назначает их при отсутствии противопоказаний при патологиях (особенно при хронической сердечной недостаточности) в тех случаях, когда у больного имеется положительный баланс натрия (то есть количество натрия, принятого с пищей, превышает его выведение). Выведение натрия из организма сопровождается спадом отёков. Поэтому наибольшее значение имеют те диуретики, которые повышают, прежде всего, натрийурез и хлорурез (салуретики — от латинского названия поваренной соли).
Натриуретиками называют мочегонные средства, вызывающие особенно сильное выделение ионов натрия. По действию мочегонные средства подразделяют на ренальные (то есть действующие непосредственно на почки), дающие наибольший эффект, и экстраренальные, то есть оказывающие мочегонное действие опосредованно, через другие системы организма. Ренальные диуретики также оказывают действие на другие системы организма.

## Классификация диуретиков

### Ренальные мочегонные средства
Механизм действия ренальных мочегонных средств объясняется способностью блокировать ферменты почек, обеспечивающие транспорт электролитов, и угнетением реабсорбции в концевых канальцах, что ведёт к значительному увеличению выведения ионов натрия, хлора, калия. К ренальным относят:
- ртутные мочегонные средства — меркузал, промеран, новурит;
- ингибиторы карбоангидразы — диакарб, дихлорфенамид (диранид), являющиеся производными сульфонамида, усиливающие выделение из организма бикарбоната (уменьшается щелочной резерв крови; может развиваться ацидоз);
- производные бензотиадиазина, сульфамоилантраниловой и дихлорфеноксиуксусной кислот — дихлотиазид (гипотиазид), фуросемид (лазикс), этакриновая кислота (урегит) — сильнейшие мочегонные средства, резко увеличивающие выведение натрия, оказывающие также гипотензивное действие;
- производные пиримидина и птеридина — аллацил и триамтерен (птерофен), угнетающие канальцевую реабсорбцию ионов натрия и хлора и не влияющие на выделение калия;
- антагонисты альдостерона — спиронолактон (альдактон, верошпирон), увеличивающие выделение натрия и уменьшающие выделение калия и мочевины.

### Экстраренальные мочегонные средства
Экстраренальные мочегонные средства в зависимости от механизма действия разделяют на
- осмотические — калия ацетат, маннитол, мочевина, которые выделяются почками и увлекают с собой воду, экскретируют натрий и хлор пропорционально увеличению объёма мочи и применяются для снижения внутричерепного давления и уменьшения отёка мозга;
- кислотообразующие — хлорид аммония, хлорид кальция и другие, действие которых связано с превращениями катионов (ион аммония в печени превращается в мочевину, ион кальция осаждается в кишечнике в форме фосфата или карбоната, ионы хлора в избытке оказываются в плазме крови и экскретируются почками вместе с натрием)

В качестве мочегонных средств иногда применяют экстракты и настои из растений: лист толокнянки (настой, отвар), трава хвоща полевого (отвар, жидкий экстракт), лист ортосифона (настой).
Для применения в клинической практике имеют важное значение классификации, подразделяющие мочегонные средства по силе действия, скорости наступления эффекта и длительности действия.

### Мощные, или сильнодействующие («потолочные»), диуретики
Торасемид — петлевой диуретик. Максимальное действие в течение первых двух часов, эффект сохраняется до 18 часов. Нормализует нарушения электролитного баланса. Торасемид имеет длительный период полувыведения, уменьшает синтез тромбоксана, тем самым обеспечивая профилактику вазоспазма; не влияет на экскрецию K, Mg, Сa. В дозе 2,50—5 мг используется как антигипертензивный препарат. Основной механизм действия препарата обусловлен обратимым связыванием торасемида с контранспортером ионов натрия/хлора/калия, расположенным в апикальной мембране толстого сегмента восходящей части петли Генле, в результате чего снижается или полностью ингибируется реабсорбция ионов натрия и уменьшается осмотическое давление внутриклеточной жидкости и реабсорбция воды. Блокирует альдостероновые рецепторы миокарда, уменьшает фиброз и улучшает диастолическую функцию миокарда. Торасемид в меньшей степени, чем фуросемид, вызывает гипокалиемию, при этом он проявляет большую активность, и его действие более продолжительно. Применение торасемида является наиболее обоснованным выбором для проведения длительной терапии.
Фуросемид считается петлевым диуретиком, так как диуретический эффект связан с угнетением реабсорбции ионов натрия и хлора на всем протяжении петли Генле, особенно в восходящем её отделе. В последнее время всё реже используется из-за ряда побочных эффектов — синдрома рикошета, гипокалиемии, алкалоза, остеопороза.
Препараты группы этакриновой кислоты тормозят реабсорбцию натрия на 10—20 %, поэтому являются мощными, кратковременно действующими диуретиками. Фармакологический эффект обоих препаратов практически одинаков. Механизм действие фуросемида связывают с тем, что он существенно усиливает почечный кровоток (за счет увеличения синтеза простагландинов в почках). Фуросемид умеренно (в два раза) увеличивает выведение с мочой калия и гидрокарбонатного иона, в большей степени — кальция и магния. Этакриновая кислота имеет те же показания к применению, что и фуросемид, за исключением гипертонической болезни, так как она непригодна для длительного применения. При приёме внутрь эффект наступает в течение часа, а длительность действия равна 4—8 часам. При внутривенном введении мочегонный эффект наступает через 3—5 минут (в/м через 10—15 минут), достигая максимума через 30 минут. В целом эффект длится около 1,5—3 часов.

### Диуретики средней силы действия
Производные бензотиадиазина (тиазидные диуретики) — дихлотиазид, политиазид.
Дихлотиазид хорошо всасывается из ЖКТ. Мочегонный эффект развивается через 30—60 минут, достигает максимума через два часа и продолжается 6—10 часов. Препараты этой группы снижают активную реабсорбцию хлора, соответственно, пассивную натрия и воды в широкой части восходящей части петли Генле. Среди всех мочегонных средств тиазиды оказывают наиболее выраженное калийуретическое действие, а также снижение содержания натрия в сосудистой стенке, что снижает сосудосуживающие реакции биологически активных веществ. Дихлотиазид также потенцирует действие гипотензивных средств, используемых одновременно с ним. Данный препарат уменьшает диурез и чувство жажды при несахарном диабете, снижая при этом повышенное осмотическое давление плазмы крови.
Достоинства тиазидных диуретиков: достаточная активность, быстроты и долгота действия, не вызывают выраженных изменений в кислотно-основном состоянии. Недостатки:
- Так как препараты этой группы действуют преимущественно в дистальных канальцах, они в большей степени вызывают гипокалиемию. По этой же причине развивается гипомагниемия, а ионы магния необходимы для поступления калия внутрь клетки.
- Применение тиазидов приводит к задержке в организме солей мочевой кислоты, что может спровоцировать артралгии у больного с подагрой.
- Препараты повышают уровень сахара в крови, что у больных сахарным диабетом может привести к обострению заболевания.
- Диспепсические расстройства (тошнота, рвота, понос, слабость).
- Редкое, но опасное осложнение — развитие панкреатита, поражения ЦНС.

### Калийсберегающие диуретики

#### Антагонисты альдостерона
Спиронолактон (верошпирон) — слабый калийсберегающий диуретик. Спиронолактон по химической структуре очень похож на альдостерон (стероид), а потому блокирует альдостероновые рецепторы в дистальных канальцах нефрона, что нарушает обратное поступление (реабсорбцию) натрия в клетку почечного эпителия и увеличивает экскрецию натрия и воды с мочой. Этот диуретический эффект развивается медленно — через 2—5 суток и довольно слабо выражен. Торможение реабсорбции профильтровавшегося в клубочках натрия составляет не более 3 %. Вместе с тем торможение калийуреза проявляется сразу же после введения препарата. Активность спиронолактона не зависит от кислотно-основного состояния. Препарат обладает существенной длительностью действия (до нескольких суток). Это препарат медленного, но длительного действия. Препарат повышает кальцийурез, оказывает прямое положительное инотропное действие на сердечную мышцу.

#### Блокаторы Na-каналов
Слабые диуретики — триамтерен, амилорид.
Триамтерен (птерофен) — слабый калийсберегающий диуретик, начало действия через 2—4 часа, продолжительность эффекта — 7—16 часов. Нарушает реабсорбцию натрия в собирательных трубочках и тормозит калийурез (дистальные отделы). Препарат усиливает действие других мочегонных средств, особенно тиазидов, предотвращая развитие гипокалиемии. Способствует выведению уратов. Оказывает гипотензивное действие достаточной силы. Препарат нельзя назначать беременным женщинам, так как происходит угнетение редуктазы, фермента, переводящего фолиевую кислоту в фолиниевую.

### Ингибиторы карбоангидразы
Диакарб (фонурит, диамокс) является мочегонным средством средней скорости и длительности действия (эффект возникает через 1—3 часа и длится около 10 часов, при внутривенном введении — через 30—60 минут, в течение 3—4 часов). Препарат ингибирует фермент карбоангидразу, который в норме способствует соединению в нефроцитах углекислого газа и воды с образованием угольной кислоты. Кислота диссоциирует на протон водорода и гидрокарбонат-анион, который поступает в кровь, а протон водорода — в просвет канальцев, обмениваясь на реабсорбируемый ион натрия, который вместе с гидрокарбонат-анионом пополняет щелочной резерв крови.
Снижение активности КАГ при применении диакарба происходит в проксимальных отделах нефрона, что приводит к снижению образования в клетках канальцев угольной кислоты. Это обусловливает снижение поступления в кровь гидрокарбонат-аниона, служащего для пополнения щелочного резерва крови, и поступления в мочу иона водорода, обменивающегося на ион натрия. В результате увеличивается выведение натрия с мочой в виде гидрокарбонатов; реабсорбция хлора меняется мало. Последнее в сочетании с уменьшением образования и поступления в кровь гидрокарбонатного аниона приводит к развитию гиперхлоремического ацидоза. Компенсаторно повышается калийурез, что ведёт к гипокалиемии.
Снижение активности КАГ диакарбом в эндотелиальных клетках, клетках хориоидального сплетения, ведёт к снижению секреции и улучшению оттока спинномозговой жидкости, что способствует снижению внутричерепного давления. Диакарб понижает продукцию внутриглазной жидкости и снижает внутриглазное давление, особенно значимо у больных с острым приступом глаукомы. Обмен натрия на калий ведёт к тому, что этот диуретик, являясь сравнительно слабым мочегонным средством (торможение реабсорбции натрия не более 3 %), вызывает сильнейшую гипокалиемию. Кроме того, в связи с тем, что гидрокарбонат натрия не поступает обратно в кровь на пополнение щелочных резервов, развивается сильнейший ацидоз, а в условиях ацидоза действие диакарба прекращается. Таким образом, можно сделать вывод, что диакарб как мочегонное средство используется редко.
Все четыре вышеперечисленные группы средств в первую очередь выводят соли, прежде всего натриевые и калиевые, а также анионы хлора, бикарбонатов, фосфатов. Именно поэтому препараты этих четырёх групп называют салуретиками.

### Осмотические диуретики
Маннитол (маннит) — шестиатомный спирт, являющийся наиболее сильным из существующих осмотических диуретиков. Он способен увеличить диурез на 20 % от всего профильтровавшегося в клубочках натрия. Выводится медленно. При внутривенном введении, находясь в крови, маннитол, как и другие диуретики этой группы, резко повышает осмотическое давление в плазме крови, что приводит к притоку жидкости из тканей в кровь и увеличению ОЦК («высушивающий эффект»). Это приводит к снижению реабсорбции натрия и воды в дистальной части нефрона, а также обусловливает усиление фильтрации в клубочках. Кроме того, маннитол хорошо фильтруется через мембрану клубочков и создает высокое осмотическое давление в моче, а реабсорбции в канальцах не подвергается. Маннитол не подвергается биотрансформации и выводится неизмененным, а потому постоянно притягивает воду и первично выводит её за собой. Применение осмотических диуретков не сопровождается гипокалиемией и изменением кислотно-основного состояния.
По способности выводить воду из организма маннитол — почти самый сильный препарат.
Также в группу входят мочевина, концентрированные растворы глюкозы, глицерин.
Эти мочегонные средства выносят в отдельную группу, поскольку они в первую очередь выводят из организма воду. Использование диуретиков призвано изменить баланс натрия в организме, сделать его отрицательным. Только в этом случае увеличенная экскреция натрия будет сопровождаться повышением выделения воды из организма и спадением отёков.